# فرانكلين توماس
فرانكلين توماس (بالإنجليزية: Frank Thomas) (و. 1912 – 2004 م) هو كاتب سيناريو، ومحرك صور متحركة، وعازف بيانو أمريكي، ولد في سانتا مونيكا، كاليفورنيا، يستخدم آلات بيانو، توفي في لا كانيادا فلينتريدج، لوس أنجليس، كاليفورنيا، عن عمر يناهز 92 عاماً، بسبب نزف مخي.

## التعليم
تعلم في Chouinard Art Institute ‏ (منذ 1934)، وجامعة ستانفورد، في تخصص فن (حتى 1933)"5. Ollie Johnston". مؤرشف من الأصل في 2019-02-24. اطلع عليه بتاريخ 2017-04-01."Who's Who in Animated Cartoon". Hal Leonard Corporation. 2006. ISBN:978-1-55783-671-7. مؤرشف من الأصل في 2019-02-24. {{استشهاد ويب}}: تجاهل المحلل الوسيط |الفصل= (مساعدة).

## جوائز
حصل على جوائز منها:
- جائزة الفتى الأصفر [الإنجليزية]‏ (1992)
- جائزة وينسر مكاي (1990)[20]
- دزني ليجندز (اساطير دزني) (1989)"Frank Thomas - D23". مؤرشف من الأصل في 2019-06-27. اطلع عليه بتاريخ 2017-04-08..

## وصلات خارجية
- فرانكلين توماس على موقع IMDb (الإنجليزية)
- فرانكلين توماس على موقع ميوزك برينز (الإنجليزية)
- فرانكلين توماس على موقع ميوزك برينز (الإنجليزية)
- فرانكلين توماس على موقع قاعدة بيانات الأفلام السويدية (السويدية)
- فرانكلين توماس على موقع ديسكوغز (الإنجليزية)
- فرانكلين توماس على موقع قاعدة بيانات الفيلم (الإنجليزية)
- فرانكلين توماس في قاعدة بيانات الأفلام على الإنترنت